# 计数过程
计数过程（counting process）是取值为非负整数且单调不减的随机过程{\displaystyle \{N(t),t\geq 0\}}。即：
1. {\displaystyle N(t)\geq 0}。
2. {\displaystyle N(t)}是整数。
3. 若{\displaystyle s\leq t}，则{\displaystyle N(s)\leq N(t)}。

若{\displaystyle s<t}，则{\displaystyle N(t)-N(s)}就是事件在时间段{\displaystyle (s,t]}内发生的次数。计数过程的例子有泊松过程。
计数过程用来描述一段时间上某事件的发生次数。
具有马尔可夫性质的计数过程称为马尔可夫计数过程。